# Нікітаєва Катерина Михайлівна
Катерина Михайлівна Нікіта́єва (нар. 3 грудня 1950, Петриківка) — українська художниця кераміки; член Спілки радянських художників України з 1983 року.

## Біографія
Народилася 3 грудня 1950 року в селі Петриківці (нині селище міського типу Дніпровського району Дніпропетровської області, Україна). Упродовж 1967—1968 років працювала живописцем на фабриці «Дружба» у смт Петриківці. 1972 року закінчила Дніпропетровське художнє училище.
Протягом 1972—2006 років працювала на Київському експериментальному кераміко-художньому заводі/ВАТ «ДЕФФА». Живе у місті Вишневому, в будинку на вулиці Європейській, № 37.

## Творчість
Працювала у галузі декоративно-ужиткового мистецтва, розписувала порцелянові вази, посуд та скульптури, використовувала петриківський розпис. Серед робіт:
- чашка з блюдцем «Подарункові» (1978);
- питний набір «Брусничка» (1979);
- набір дитячого посуду «Літо» (1979);
- чайно-кавовий набір (1982);

настінні декоративні тарелі
- «Святковий букет» (1981);
- «Київська весна» (1982).

декоративні вази
- «Зозулі на калині» (1978);
- «Весняна фантазія» (1980);
- «Весняний букет» (1980);
- «Урожай» (1980);
- «Жовтень» (1980);
- «Святковий букет» (1981);
- «Весна» (1981);
- «Святкова» (1981);
- «Свято» (1982).

Брала участь у всесоюзних мистецьких виставках з 1972 року. Персональна виставка відбулася у Києві у 1983 році.
Окремі роботи художниці зберігаються у Національному музеї українського народного декоративного мистецтва та музеї «Київський фарфор» у Києві.